# Soulangy
Soulangy er en kommune i departementet Calvados i regionen Basse-Normandie i det nordvestlige Frankrig.

## Seværdigheder
- Kirken fra 13. århundrede (fredet)
- Herregården ved kirken
- Château de Saint-Loup fra 19. århundrede